# Hoppál Mihály Hunor
Hoppál Mihály Hunor (Nagykáta, 1976. január 14.–) előadóművész, zeneszerző, zenei blogger, a Hoppál Mihály Band alapítója. Gitáros, basszusgitáros, nagybőgőművész.

## Pályafutása
Gyermekkorában alapított zenekara a Csernobil 4-es Blokk nevű alternatív, pszichedelikus, rhythm and blues együttes gitárosa, dalszerzője volt. Kivételes tehetségű gyereknek tartották: tizennégy évesen nyerte első tehetségkutatóját, a nagykátai Grund Rock Találkozón. Tizenöt évesen játszott Jimi Hendrix és Cream dalokat, alkalmazva Hendrix különleges pengetéstechnikáit, mint a foggal-, vagy fej felett pengetés.
A kilencvenes évek végétől a nagybőgő és a basszusgitár felé fordul. Akusztikus, vers-zenei és világzenei, népzenei produkciók zenésze, zeneszerzője. Játszott magyar, török, román és cigány népzenét. A Misztrál együttessel Magyar Örökség díjat kapott.
2014-ben kilépett a Misztrálból és megalapította a Hoppál Mihály Bandet. A saját zenekari tevékenység mellett színházi, irodalmi és zenekari produkciók zeneszerzője. A kortárs irodalom közismert szereplőivel lép fel műsoraiban.[forrás?]

## Zenekarok, együttesek, előadók, költők
- Csernobil 4-es Blokk
- Ort-iki Bábszínház[3]
- Arasinda[4]
- Kálmánia
- Misztrál
- Blues Transit[5]
- Zrínyi Pop[6]
- TáncReakció[7]
- Szabó T. Anna
- Jónás Tamás[8]
- Bach Szilvia
- Hoppál Mihály Band

## Diszkográfia
- A szerelem bora – AskIm sarabI – Arasinda
- Balassi – Misztrál
- Dsida – Misztrál[10]
- Misztrál 10 – dupla koncert CD – Misztrál
- Álomkófic – Misztrál
- Babits – Misztrál
- Pillangóhatás – Hoppál Mihály Band
- Tilos csillagon – Hoppál Mihály Band
- Ősanya – Hoppál Mihály Band

## Dalok, dalszövegek, versek
- Disco blues[11]
- Eltévedt lovas[12]
- Fekete ország[13][14]
- Varjú-koszorú[15]
- Bóbita[16]
- Indulj el egy úton[17]
- Kocka rap[18]
- Rejtőzz el[19]
- Tavaszi anzix[20][21]

## Filmek
- Cepimde cok kücük elma var (Esi Film, Törökország, rendező: Sezgin Türk, 2000)[22]

## Zenei blogok
A 2000-es években Hoppalmihu és 2016-tól pedig BassPoetry néven írt és ír jelenleg is zenei és irodalmi témájú szépprózákat.

## Díjai
- Grund Rock Találkozó – I. helyezés, a Cs.4.B. zenekar tagjaként (tizennégy évesen)
- Rolling Rock Fesztivál – Legjobb hangszeres zenész díja – a Cs.4.B. zenekar tagjaként
- UNIMA kisdiploma – az Ort-iki báb- és utcaszínház zenészeként[24]
- Arany minősítés- Sárospatak – Néptánc és Népi Zenei Együttesek Országos Minősítésén – a Garadna zenekar tagjaként
- Bartók Béla díj – a Misztrál együttes tagjaként
- Magyar Művészetért díj – a Misztrál együttes tagjaként[25]
- Magyar Örökség Díj – a Misztrál együttes tagjaként[26]
- A Dalok.hu díja – Szimpla Lemming Program – a Hoppál Mihály Band tagjaként[27]

## Interjúk
- Rádió[28] (Civil Rádió, Karc FM, Klubrádió)[29]
- Pannon RTV[30]
- Zemplén Televízió[31]